# Lethal Legion
La Lethal Legion (« Légion fatale » en VF) est une équipe de super-vilains appartenant à l’univers de Marvel Comics. Créée par le scénariste Roy Thomas et le dessinateur John Buscema, elle est apparue pour la première fois dans le comic book Avengers #78 en 1970.
L'équipe a existé sous plusieurs formes.

## Origines
La première Lethal Legion fut formée et dirigée par le Moissonneur, pour attaquer les Vengeurs.
La seconde fut quant à elle formée et dirigée par le Comte Nefaria. Son but réel était d'attirer le Vengeur Wonder Man et lui voler son énergie ionique.
Une troisième équipe fut reprise en main par le Moissonneur, quand ce dernier affronta les Vengeurs de la Côte Ouest. La Légion s'allia avec Ultron.
Le démon Satannish forma sa propre Légion, complètement indépendante et sans rapport avec les précédentes. Il vola pour cela les âmes de Staline, Lizzie Borden, Lucrèce Borgia et Himmler à Méphisto puis les réincarna pour les mettre au service du Bourreau démoniaque de l’Équipe de nuit. Cette troupe fut battue par les Vengeurs mais Oiseau Moqueur (en fait son double Skrull) trouva la mort. Les quatre âmes damnées furent détruites, et Satannish tué par Méphisto.
Lors du crossover Dark Reign, on vit apparaître une cinquième formation, assemblée par le Moissonneur qui comptait lutter contre Norman Osborn (il voyait ce dernier comme un tyran parmi les super-vilains). Il s'agissait en fait d'un stratagème orchestré par Osborn pour envoyer discrètement Williams en Europe, et piéger et arrêter quelques criminels, ainsi que Wonder Man, dans un coup de publicité pour ses Dark Avengers.

## Composition

### Première équipe
- le Moissonneur
- le Laser Vivant
- l’Homme-Singe
- Power Man (Erik Josten)
- Swordsman

### Deuxième équipe
- le Comte Nefaria
- le Laser Vivant
- Power Man (Erik Josten)
- Cyclone

### Troisième équipe
- le Moissonneur
- Ultron
- l’Homme-Singe
- Goliath (Erik Josten)
- Nekra
- Black Talon

### Quatrième équipe
- Satannish
- le Bourreau
- la Hache de violence (Lizzie Borden)[3]
- Coldsteel (Joseph Staline)[4]
- Cyana (Lucrèce Borgia)[5]
- Zyklon (Heinrich Himmler)[6]

### Cinquième équipe
- le Moissonneur
- Nekra
- Requin-Tigre
- la Gargouille Grise
- l’Homme-Absorbant
- Mister Hyde